# Arnaldur Indriðason

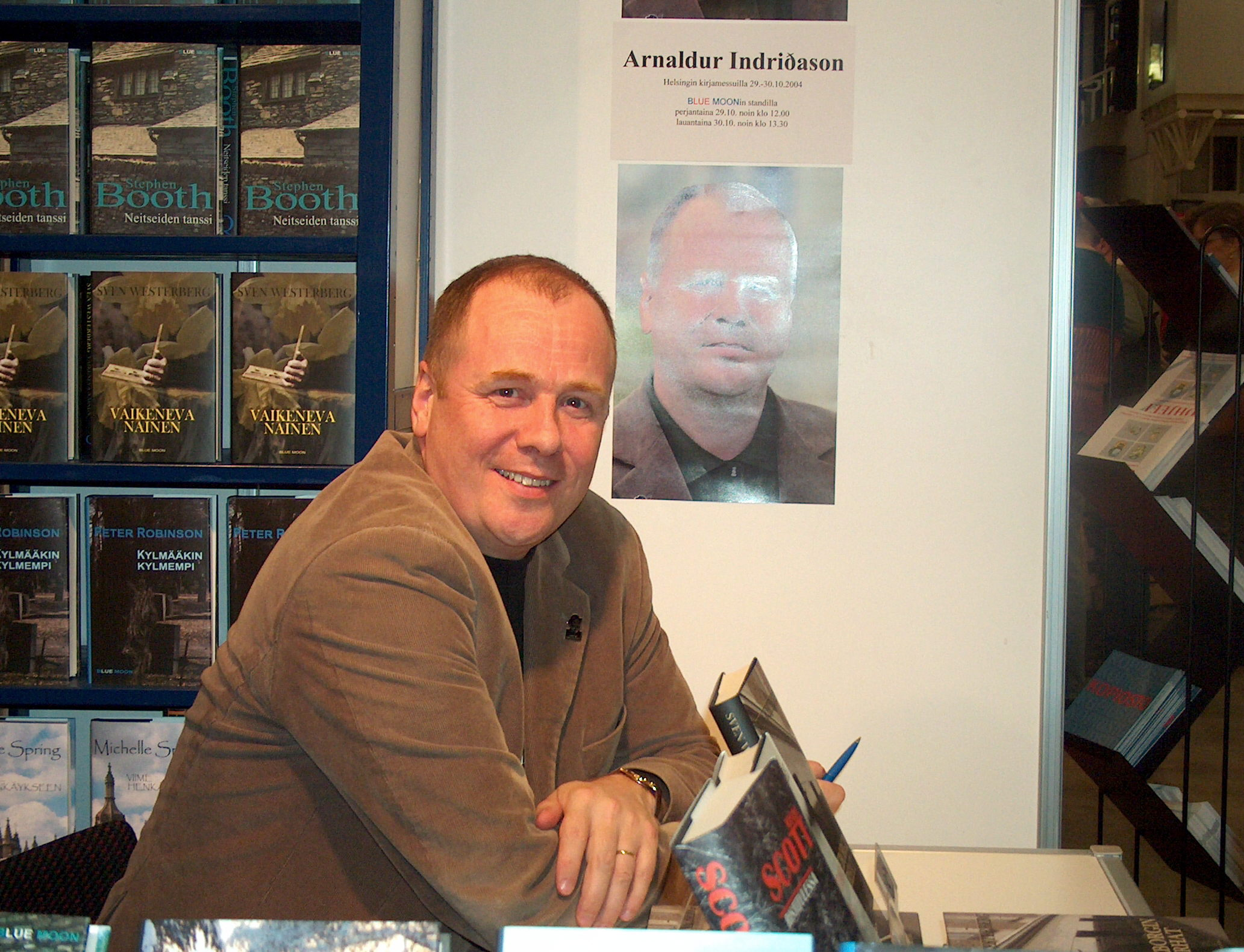
Arnaldur Indriðason (2004)

Arnaldur Indriðason (* 28. Januar 1961 in Reykjavík) ist ein isländischer Autor von Kriminalromanen.

## Leben
Arnaldur ist ein Sohn des Schriftstellers Indriði G. Þorsteinsson.
1996 bestand er das Examen in Geschichte an der Universität Island. Später arbeitete er länger als Journalist und Filmkritiker für die Tageszeitung Morgunblaðið.
Er ist verheiratet und hat drei Kinder.

## Werk
In den meisten Büchern von Arnaldur Indriðason spielen Erlendur Sveinsson und seine Kollegen von der Kripo in Reykjavík die Hauptrolle. Für gewöhnlich handelt es sich um Kriminalfälle, deren Ursprung weit in der Vergangenheit liegt oder bei denen Zeugen erst Jahrzehnte nach einem bestimmten Ereignis befragt werden. Eine ebenso wichtige Rolle wie der Krimiplot und die Verknüpfung mit der jüngeren isländischen Geschichte spielt dabei das Privatleben des Kommissars Erlendur und die problembehaftete Beziehung zu seinen erwachsenen Kindern.
Der Durchbruch gelang Arnaldur mit Nordermoor, dem dritten Roman aus dieser Krimireihe, für den er erstmals den Skandinavischen Krimipreis Glasnyckel erhielt. Es ist auch der erste Roman von Arnaldur Indriðason, der in Deutschland veröffentlicht wurde. Dabei geht es um eine Vergewaltigung, die nach Jahren ans Licht kommt, als der Täter unter mysteriösen Umständen ermordet wird. Arnaldur verarbeitet in diesem Buch aktuelle Themen, indem er der Erfassung der isländischen Bürger in einer Gendatei und der Registrierung von Erbkrankheiten eine große Bedeutung zukommen lässt. Der Erfolg dieses Romans und des Nachfolgers Todeshauch sorgte dafür, dass die weiteren Erlendur-Fälle in Deutschland zunächst als Hardcover veröffentlicht wurden. In Frevelopfer und Abgründe, dem neunten und zehnten Roman der Reihe, taucht Erlendur allerdings nur noch indirekt in den Gedanken und Gesprächen seiner Kollegen auf, da er an die Ostfjorde gefahren ist, um an der Aufarbeitung eines Kindheitstraumas zu arbeiten. Hauptfiguren sind hier erstmals die Kriminalbeamtin Elínborg und ihre Familie sowie ihr Kollege Sigurður Óli. Zum Ende dieser Reihe äußerte sich Indriðason in einem Interview folgendermaßen: „Irgendwann hat man die Geschichte eines Charakters zu Ende erzählt. Und man will auch etwas Neues machen, auch wenn die Leserinnen und Leser wollen, dass es weitergeht. Bei Erlendur war das Ende perfekt: Er beschäftigt sich mit seinen Kindheitserinnerungen in den Ostfjorden, löst den Fall und verschwindet. Das heißt, er ist nicht tot.“
Nordermoor wurde 2006 unter dem Titel Der Tote aus Nordermoor (Original: Mýrin) mit Ingvar Eggert Sigurðsson als Erlendur Sveinsson in der Regie von Baltasar Kormákur verfilmt. Der Film erhielt den Hauptpreis des 42. Filmfestivals von Karlsbad.
Drei seiner bisherigen Werke gehen andere Wege und sind nicht als Kriminalromane, sondern eher als Thriller zu bezeichnen. In Gletschergrab versucht eine junge Isländerin hinter eine Intrige zu kommen, die der amerikanische Geheimdienst in Island zu vertuschen versucht. Spuren eines Flugzeugs führen auf den Vatnajökull. 2023 erschien die Verfilmung Gletschergrab. Tödliche Intrige ist die Geschichte einer außerordentlich attraktiven Frau, die sämtliche Künste der Verführung beherrscht und vor nichts zurückschreckt, wenn es darum geht, ihre Pläne durchzusetzen. Sein Thriller Codex Regius handelt von einem jungen Mann, der sich auf eine abenteuerliche Suche nach einer bedeutenden mittelalterlichen isländischen Handschrift macht. 2024 erschien mit Der König und der Uhrmacher erstmals ein historischer Roman von ihm. Er spielt Mitte des 18. Jahrhunderts und zur Regierungszeit Christian VII. an dessen Hof  und erzählt u. a. von den damaligen armseligen Lebensumständen auf Island.
Alle seine Werke sind auch (in gekürzter Fassung) als Hörbuch erschienen, wie auch die gebundenen und kartonierten Druckausgaben bei der Verlagsgruppe Lübbe (Lübbe Audio). Sprecher sind Frank Glaubrecht, Ulrich Pleitgen, Heikko Deutschmann und Walter Kreye.

## Veröffentlichungen

### Fälle der Mordkommission Reykjavík
- Synir Duftsins. 1997 (deutsch: Menschensöhne. Verlagsgruppe Lübbe, Bergisch Gladbach 2005, ISBN 3-7857-1556-0.)
- Dauðarósir. 1998 (deutsch: Todesrosen. Verlagsgruppe Lübbe, Bergisch Gladbach 2008, ISBN 978-3-7857-1612-0.)
- Mýrin. 2000 (deutsch: Nordermoor. Bastei-Lübbe, Bergisch Gladbach 2003, ISBN 3-404-14857-6.)
- Grafarþögn. 2001 (deutsch: Todeshauch. Bastei-Lübbe, Bergisch Gladbach 2004, ISBN 3-404-15103-8.)
- Röddin. 2002 (deutsch: Engelsstimme. Verlagsgruppe Lübbe, Bergisch Gladbach 2004, ISBN 3-7857-1551-X.)
- Kleifarvatn. 2004 (deutsch: Kältezone. Verlagsgruppe Lübbe, Bergisch Gladbach 2006, ISBN 3-7857-1567-6.)
- Vetrarborgin. 2005 (deutsch: Frostnacht. Verlagsgruppe Lübbe, Bergisch Gladbach 2007, ISBN 978-3-7857-1593-2.)
- Harðskafi. 2007 (deutsch: Kälteschlaf. Verlagsgruppe Lübbe, Bergisch Gladbach 2009, ISBN 978-3-7857-2361-6.)
- Myrká. 2008 (deutsch: Frevelopfer. Verlagsgruppe Lübbe, Bergisch Gladbach 2010, ISBN 978-3-7857-2393-7.)
- Svörtuloft. 2009 (deutsch: Abgründe. Verlagsgruppe Lübbe, Bergisch Gladbach 2011, ISBN 978-3-7857-2419-4.)
- Furðustrandir. 2010 (deutsch: Eiseskälte. Verlagsgruppe Lübbe, Bergisch Gladbach 2012, ISBN 978-3-7857-2462-0.)
- Einvígið. 2011 (deutsch: Duell. Verlagsgruppe Lübbe, Bergisch Gladbach 2014, ISBN 978-3-7857-2483-5.)
- Reykjavíkurnætur. 2012 (deutsch: Nacht über Reykjavík. Verlagsgruppe Lübbe, Bergisch Gladbach 2014, ISBN 978-3-431-03907-8.)
- Kamp Knox. 2014 (deutsch: Tage der Schuld. Verlagsgruppe Lübbe, Bergisch Gladbach 2017, ISBN 978-3-7857-2574-0.)

### Flovent-und-Thorson-Reihe
- Skuggasund. 2013 (deutsch: Schattenwege. Bastei-Lübbe, Bergisch Gladbach 2015, ISBN 978-3-431-03928-3)
- Þýska húsið. 2015 (deutsch: Der Reisende. Bastei-Lübbe, Bergisch Gladbach 2018, ISBN 978-3-7857-2597-9)
- Petsamo. 2016 (deutsch: Graue Nächte. Bastei Lübbe, Köln 2018, ISBN 978-3-7857-2629-7)

### Kommissar-Konráð-Reihe
- Myrkrið veit. 2017 (deutsch: Verborgen im Gletscher. Bastei Lübbe, Köln 2019, ISBN 978-3-7857-2657-0.)
- Stúlkan hjá brúnni. 2018 (deutsch: Das Mädchen an der Brücke. Bastei Lübbe, Köln 2020, ISBN 978-3-7857-2711-9.)
- Tregasteinn. 2019 (deutsch: Tiefe Schluchten. Bastei Lübbe, Köln 2021, ISBN 978-3-7857-2767-6.)
- Þagnarmúr. 2020 (deutsch: Wand des Schweigens. Bastei Lübbe, Köln 2022, ISBN 978-3-7857-2824-6.)
- Kyrrþey. 2022 (deutsch: Das dunkle Versteck. Bastei Lübbe, Köln 2024, ISBN 978-3-7857-0048-8.)
- Sæluríkið. 2023 (deutsch: Zerbrochene Stille. Bastei Lübbe, Köln 2024, ISBN 978-3-7577-0086-7.)

### Andere Romane
- Napóleonsskjölin. 1999 (deutsch: Gletschergrab. Verlagsgruppe Lübbe, Bergisch Gladbach 2005, ISBN 3-404-15262-X)
- Bettý. 2003 (deutsch: Tödliche Intrige. Bastei-Lübbe, Bergisch Gladbach 2005, ISBN 3-404-15338-3)
- Konungsbók. 2006 (deutsch: Codex Regius. Verlagsgruppe Lübbe 2008, ISBN 978-3-7857-1623-6)
- Sigurverkid. 2021 (deutsch: Der König und der Uhrmacher. Verlagsgruppe Lübbe 2024, ISBN 978-3-7577-0031-7)

## Auszeichnungen
- 2002: Skandinavischer Krimipreis (Glasnyckel) für Mýrin (dt.: Nordermoor)
- 2003: Glasnyckel für Grafarþögn (dt.: Todeshauch)
- 2004: Falkenorden der isländischen Republik
- 2005: Gold Dagger Award für Silence of the Grave (dt.: Todeshauch)
- 2005: Schwedischer Krimipreis für Änglarösten (dt.: Engelsstimme)
- 2006: Prix Mystère de la critique in der Kategorie International für La Cité des jarres (dt.: Nordermoor)
- 2007: Filmpreis des 42. Filmfestivals von Karlsbad für Der Tote aus Nordermoor
- 2007: Grand prix de littérature policière in der Kategorie International für La voix (dt.: Engelsstimme)
- 2008: Prix du polar européen für L'homme du lac (dt.: Kältezone)
- 2008: Blóðdropinn für Harðskafi (dt.: Kälteschlaf)
- 2009: Finnischer Krimipreis in der Kategorie International für die Erlendur-Sveinsson-Reihe
- 2009: Barry Award für The draining lake (dt. Kältezone) in der Kategorie Bester Roman im Hardcover
- 2018: Wielki-Kaliber-Ehrenauszeichnung